# Sárga csikó (film, 1913)
A Sárga csikó 1913-ban készült, Kolozsváron gyártott némafilm, amelyet Janovics Jenő forgatókönyve alapján forgattak Félix Vanyl rendezésében. 1913. decemberében mutatták be Párizsban, a magyar bemutatóra 1914. január 12-én Budapesten került sor.

## Forgatása
Janovics Jenő forgatókönyvet írt Csepreghy Ferenc: A sárga csikó című népszínművéből, franciára fordította, és 1913. augusztus elején elküldte a Pathé cégnek. (Korabeli sajtónyilatkozata szerint előzetesen már tárgyalt a cég budapesti képviseletével.) A francia cég kedvező válasza után Janovics Párizsba utazott, és szerződést kötött velük, melynek értelmében a Pathé Kolozsvárra küld egy rendezőt és két operatőrt, illetve gondoskodik a film utómunkálatairól és forgalmazásáról, Janovics pedig fizeti a színészeket és a gyártás technikai költségeit. A francia rendező és operatőrök 1913. augusztus 25-én érkeztek Kolozsvárra, a forgatás 1913. augusztus 31-én kezdődött és szeptemberben zajlott, részben a nyári színkör mögötti udvaron, részben külső helyszíneken, többek között a válaszúti Bánffy-kastélyban. A felvételek a kora reggeli órákban készültek a kedvező megvilágítás miatt. A francia rendező utasításait Janovics közvetítette a színészeknek, és előjátszott egy-egy jelenetet. Egy-egy jelenetet többször is megismételtettek.
A forgatás közben szeptember 17-én tragikus baleset történt: a Szamoson felvett csónakjelenet ismétlése során az egyik színésznő, Imre Erzsi, a rendező utasításával ellentétesen nem a csónak bal oldalán a fél méteres vízbe ugrott ki, hanem a másik oldalon, ahol egy örvénybe került. (Egyes korabeli vélemények szerint szerelmi bánatában akart öngyilkos lenni.) Mire kimentették a vízből, már nem lehetett újjáéleszteni. A forgatást felfüggesztették, a rendőrség lefoglalta a szerencsétlenséget tartalmazó filmfelvételt, és gondatlanságból elkövetett emberölés miatt nyomozást indítottak. 1914. január 21-én a bíróság felmentette Janovics Jenőt a vád alól.

## Szereplői
A színészek a kolozsvári Nemzeti Színház tagjai illetve korábbi tagjai közül kerültek ki (Berky Lili akkor már nem volt a kolozsvári társulat tagja, de gyakran visszajárt vendégszerepelni). A kolozsvári színtársulat tagjainak lehetőségük volt statisztálni, a betyárokat  kolozsvári úrlovasok alakították. A szereposztás a következő volt:
- Fekete Mihály: Csorba Márton
- Hegyi Lili: Csorbáné, a felesége
- Várkonyi Mihály: Csorba Laci, a fiuk
- Beke Gyula: Csorba Laci gyerekkorában
- Szakács Andor: Bakaj András
- Berky Lili: Bakaj Erzsike, a lánya
- Berky Cunci:	Bakaj Erzsike gyerekkorában
- Berky József:	Bogár Imre, a haramiák vezére
- Harcsay Ferenc: kántor
- Kozma Hugó: Pista
- Gálosi Zoltán: Pali
- Nagy Gyula: a vak koldus
- Csapó Jenő: Kelecséri pusztabíró (a szerep színházi alakítója, Szentgyörgyi István már túl idős volt a megerőltető lovas jelenetekhez)[1]
- Harsányi Rezső: a sánta koldus
- Bánóczy Dezső: az orvos
- Koller János:	a törvényszék elnöke
- Kertész Endre: zsidó
- Dezséri Gyula: a fogadó tulajdonosa
- Ihász Aladár: őrmester (tiszttartó)
- Félix Vanyl: a révész
- Imre Erzsi, Zách Terka, Raya Rózsi, Fajk Rózsi: falusi lányok

## Cselekménye
Csorba Márton (Fekete Mihály) a feleségét elcsábítani próbáló tiszttartó (Ihász Aladár) nyomába ered. Arra lovagol Bakaj András (Szakács Andor), aki orvost akar hívni beteg kislányához. A menekülő tiszttartó el akarja venni a lovat, dulakodni kezdenek, közben véletlenül elsül egy fegyver, és megöli a tiszttartót. A pusztabíró letartóztatja Csorbát, Bakaj azonban beteg kislánya miatt nem vállalja tettét.
Bakaj lánya, Erzsike (Berky Lili) és Csorba fia, Laci (Várkonyi Mihály), akit szintén Bakaj nevelt fel, megszeretik egymást, és készülnek összeházasodni. Csorba Márton letöltve börtönbüntetését, hazafelé megy, amikor meglátja, hogy Erzsike és barátnői, akik a városban jártak vásárolni, csónakjukkal örvénybe kerülnek a Tiszán. Erzsikét Csorba Márton kimenti a vízből (a többi lány kiúszik), utána kölcsönveszi az uraság sárga csikóját és elvágtat a hálálkodás elől. Az esküvő előtt Csorba Laci találkozik az apjával, és megtudja, hogy ártatlanul ítélték el. Ekkor magára vállalja a sárga csikó ellopását, és betyárnak áll. Csorba Márton és Erzsike elindulnak megkeresni Lacit fia, útközben Csorba két koldustól megtudja, hogy  Bakaj volt a gyilkos. Csorba Laci elrabolja Erzsit, de hazatérhetnek, mivel a sárga csikó előkerül. Csorba a fiatalok érdekében nem leplezi le Bakajt.

## Bemutatása
A filmet 1913. decemberben mutatták be Párizsban, és 1914. január 12-én Budapesten, egyszerre tíz moziban. Az első kolozsvári vetítésre 1914. január végén került sor, az összes szereplő részvételével. A kolozsvári bemutató alkalmából a Pathé egy albumot készíttetett, amely a főszereplők és egyes jelenetek fényképe mellett a darab szövegét tartalmazta magyar és német nyelven. A világpiacon a filmet A vak koldus titka címmel forgalmazták.

## Fogadtatása és utóélete
A film nagy nemzetközi sikert aratott, közel negyven országban összesen 137 kópiában forgalmazták. A korabeli kritikák szerint a kedvező fogadtatásban szerepet játszottak a magyar néprajzi elemek (népviselet, táncok, népszokások) is. Egy 1915-ös magyar kritika azonban éppen a magyar vonásokat hiányolta a filmből: „Hiányzott belőle az, amit a magyar filmtől vártunk: a színmagyar levegő. Kissé elfranciásitott gatyadarab volt, úgy, ahogy azt a gall rendező elképzelte és nem úgy, ahogy azt Csepreghy megírta.” A kolozsvári nézők sérelmezték a cigánysor bemutatását, és visszatetszést keltett az is, hogy a filmet belföldön és külföldön egyaránt a forgatás során történt tragédiával reklámozták.
A filmet Romániában „egy erdélyi román mártíromsága” szöveggel hirdették, és a történetet átalakítva a magyarellenes propaganda szolgálatába állították. Amikor Janovics ezt megtudta, azt követelte a forgalmazótól, hogy vonják be a romániai kópiákat, de a francia cég erre nem volt hajlandó, mondván, hogy minden ország a maga ízlése szerint feliratozza a filmeket. Az eset következtében Janovics megszakította kapcsolatait a Pathéval.
A Sárga csikó szerepét a magyar film  történetében Erényi Gusztáv így méltatta 1938-ban a Nyugatban: „a magyar film eddigi rövid története során filmre átdolgozott regénytémáival, érzelmes és mulattató társadalmi filmjeivel túlnyomólag konvencionális talajon mozog. Új népéletbeli hang először a Sárga csikó-ból csendül fel, amely szerencsére nem vette át Csepreghy népszínművének szentimentálisan népieskedő közhelyeit.”
1942-ben a film egy kópiája még megvolt Janovics tulajdonában, az 1940-es évek közepén azonban a gyűjtemény elázott a raktárként szolgáló pincehelyiségben. A 21. század elején a filmből fennmaradt mintegy hétperces darab (az eredeti 1540 méterből csupán 135 méter) a Magyar Nemzeti Filmarchívum birtokában volt.
2012-ben az erdélyi Filmtett Egyesület Sárga csikó díj elnevezésű életműdíjat alapított. A díjat olyan személyiségnek ítélik oda, aki tevékenységével az erdélyi magyar filmes kultúrát gazdagítja, illetve erdélyi filmesek pályafutását segíti.
2017-ben Zágoni Bálint A Sárga csikó nyomában címmel forgatott dokumentumfilmet az 1913–1918 közötti kolozsvári filmes műhelyről.